# Туризм в США

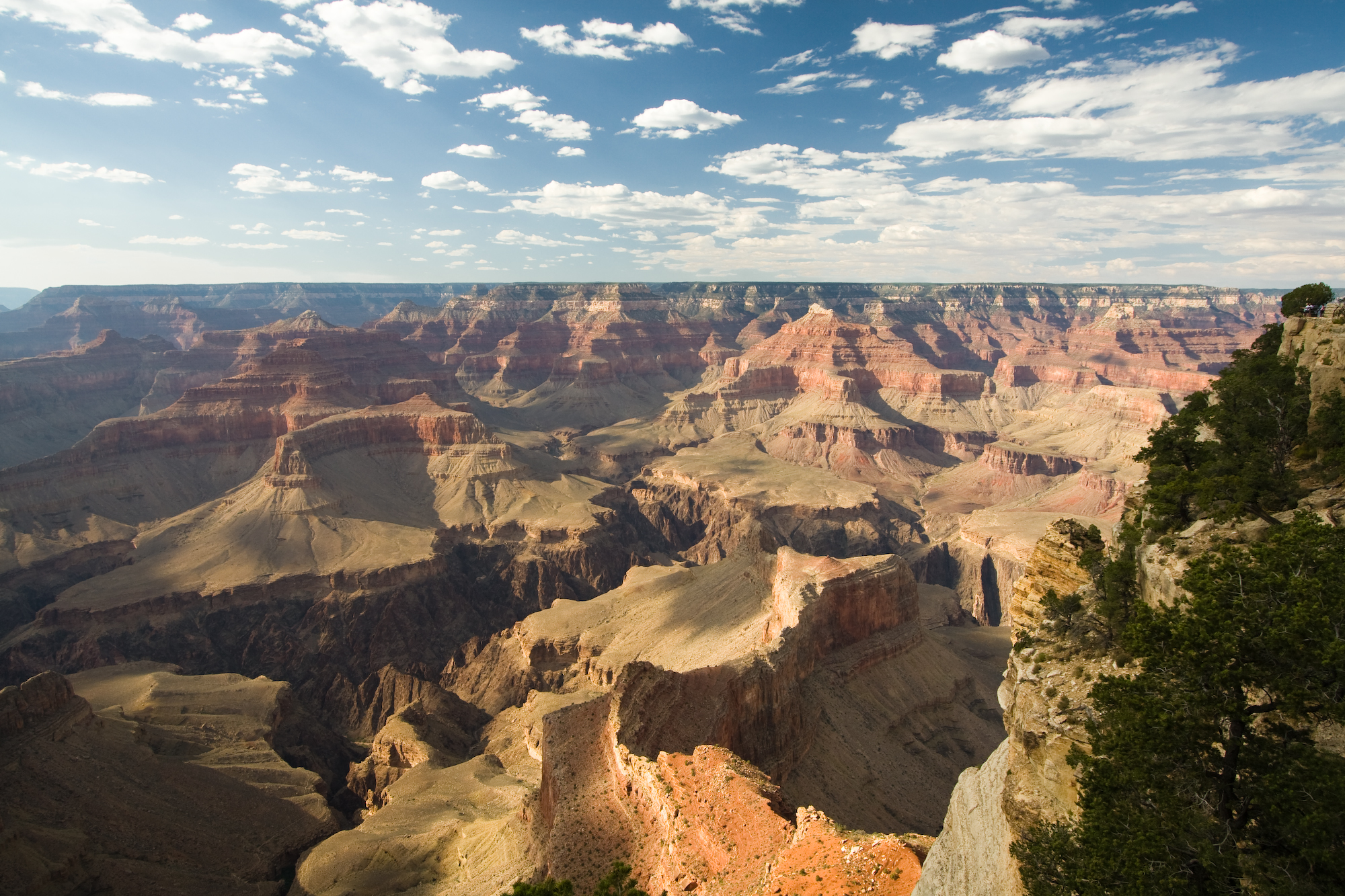
Приблизительно 4.41 миллиона людей в год посещают Гранд-Каньон штата Аризона

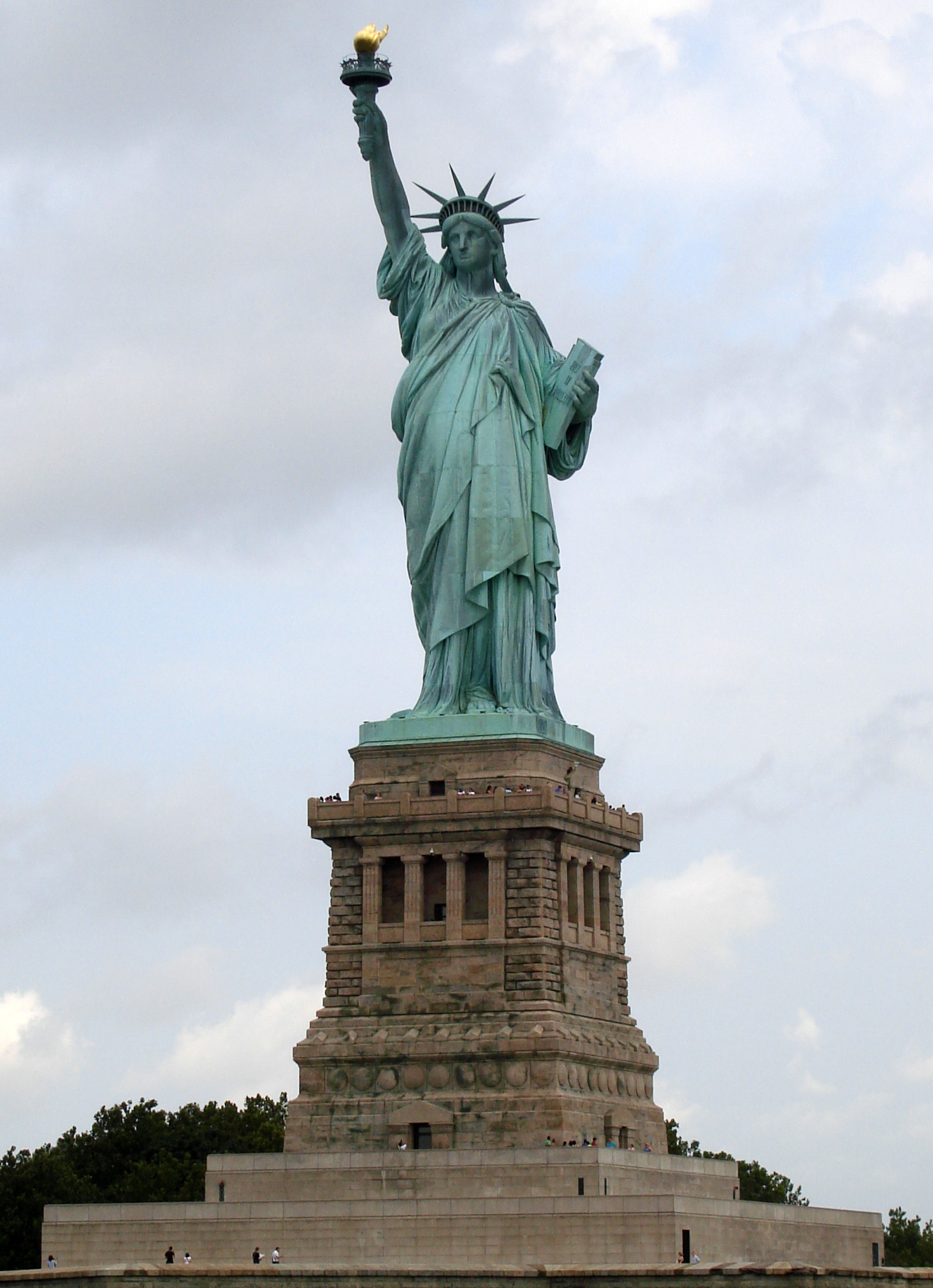
Статуя Свободы является одной из самых посещаемых достопримечательностей мира

Туризм в США является крупной отраслью экономики, которая каждый год предоставляет услуги миллионам туристов как из-за границы, так и из самих США. Туристы приезжают в США, чтобы посмотреть на города, природу, исторические памятники, а также посетить различные достопримечательности и места развлечений. То же самое интересно и для самих американцев, которые, кроме всего прочего, часто посещают зоны отдыха.
В конце XIX, начале XX веков в США происходил бурный рост в сфере так называемого городского туризма. К 1850-м годам туризм в Соединенных Штатах закрепился в качестве как культурной деятельности, так и индустрии. К 1890-м годам все главные города США (Нью-Йорк, Чикаго, Бостон, Филадельфия, Вашингтон и Сан-Франциско) стали привлекать огромное число туристов.
В связи с широким распространением автомобилей в начале XX века путешествовать стало доступнее. Ещё одним витком в развитии туризма в США стало распространение путешествий на самолетах в 1945—1969 гг. К 2007 году число туристов превысило 56 миллионов человек, которые потратили в общей сложности $122.7 миллиардов долларов.
Экскурсионный туризм чрезвычайно развит в США, куда ежегодно приезжают более 50 млн путешественников. В тройке лидеров по приему иностранных туристов среди стран обеих Америк находятся Мексика и Бразилия. В Соединенных Штатах сосредоточен огромный рекреационный потенциал, а также большое количество достопримечательностей и музеев. Достаточно сказать, что четыре из десяти самых популярных музеев мира находятся на территории США. Речь идет о музее Метрополитен в Нью-Йорке, музее Гетти в Лос-Анджелесе, музее Института искусств в Чикаго и Вашингтонской Национальной галерее. Специфическим направлением познавательных путешествий по Америке являются этнографические экскурсии. Они включают в себя посещение мест традиционного проживания индейцев, древних городов империй инков, ацтеков и майя.
Всемирная туристская организация ООН (UNWTO) опубликовала статистику по международному турпотоку в 2017 году, в котором США заняла третье место с 75,9 млн посетителей, после Испании (81,8 млн) и Франции(86,9 млн).

## Достопримечательности
В настоящее время США привлекает туристов своими Национальными парками, парками развлечений, фестивалями, центрами азартных игр, полями для гольфа, историческими строениями и памятниками, отелями, музеями, галереями, отдыхом на природе, спа, ресторанами и спортивными мероприятиями.

### Список наиболее популярных достопримечательностей США
| Достопримечательность                                                                      | Местоположение                 |
| ------------------------------------------------------------------------------------------ | ------------------------------ |
| Статуя Свободы                                                                             | Нью-Йорк, Нью-Йорк (штат)      |
| Таймс-сквер                                                                                | Нью-Йорк, Нью-Йорк (штат)      |
| Лас-Вегас-Стрип                                                                            | Лас-Вегас, Невада              |
| Национальная аллея                                                                         | Вашингтон                      |
| Фанел-Холл                                                                                 | Бостон, Массачусетс            |
| Волшебное королевство en:Magic Kingdom                                                     | Орландо, Флорида               |
| Диснейленд                                                                                 | Анахайм, Калифорния            |
| Рыбацкая пристань                                                                          | Сан-Франциско, Калифорния      |
| Ниагарский водопад                                                                         | Нью-Йорк (штат)                |
| Грейт-Смоки-Маунтинс (национальный парк)                                                   | Северная Каролина и Теннесси   |
| Нейви Пир en:Navy Pier                                                                     | Чикаго, Иллинойс               |
| Плотина Гувера                                                                             | Лас-Вегас, Невада              |
| Universal Orlando Resort en:Universal Orlando Resort                                       | Орландо, Флорида               |
| SeaWorld Orlando                                                                           | Орландо, Флорида               |
| Набережная Сан-Антонио                                                                     | Сан-Антонио, Техас             |
| Метрополитен-музей                                                                         | Нью-Йорк, Нью-Йорк (штат)      |
| Mall of America                                                                            | Блумингтон, Миннесота          |
| Disneyland Resort en:Disneyland Resort                                                     | Анахайм, Калифорния            |
| Delaware Water Gap National Recreation Area en:Delaware Water Gap National Recreation Area | Нью-Джерси и Пенсильвания      |
| Universal Studios Hollywood en:Universal Studios Hollywood                                 | Юниверсал-Сити, Калифорния     |
| Пляж Вайкики en:Waikiki                                                                    | Оаху, Гавайи                   |
| Busch Gardens Tampa Bay en:Busch Gardens Tampa Bay                                         | Тампа, Флорида                 |
| Cape Cod National Seashore en:Cape Cod National Seashore                                   | Барнстейбл Каунти, Массачусетс |
| SeaWorld San Diego en:SeaWorld San Diego                                                   | Сан-Диего, Калифорния          |
| Американский музей естественной истории                                                    | Манхэттен, Нью-Йорк (штат)     |